# محافظه‌کاری در ایالات متحده آمریکا

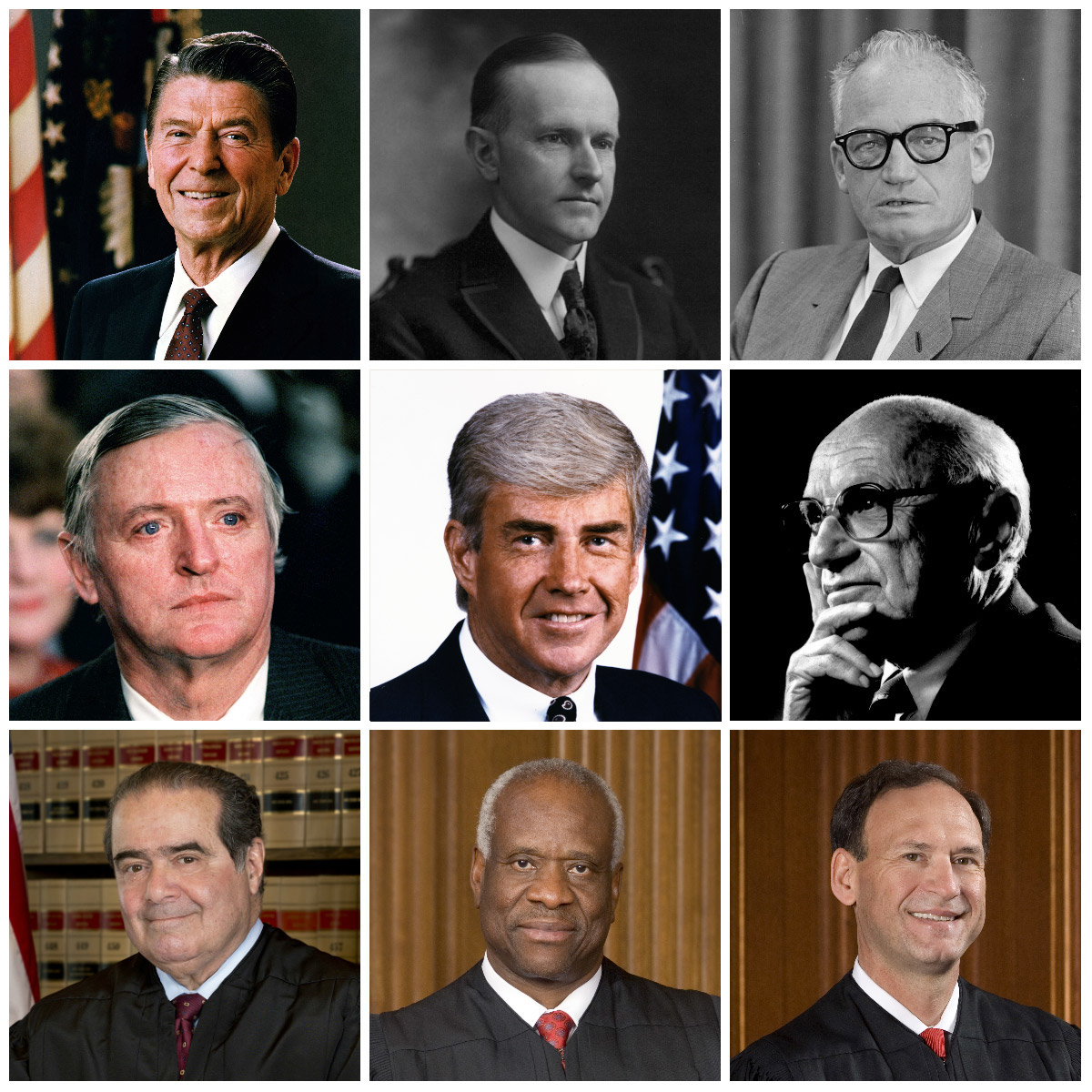
کلاژ محافظه کاری در ایالات متحده

تعریف محکمی از محافظه‌کاری نوین آمریکایی وجود ندارد، ولی این مفهوم بازتاب‌دهندهٔ مجموعه‌ای از گرایش‌ها در زمینهٔ سیاسی و اجتماعی ا‌ست. تلاش برای تعریف این باور سیاسی با تفکیک آن به طیفی از محافظه‌کاری در راست و لیبرالیسم در چپ شدنی نیست.
گریگوری اشنایدر مورخ، این ثابت‌ها را برای محافظه‌کاری آمریکایی برمی‌شمارد: «احترام‌ به سنت‌ها، حمایت از جمهوری‌خواهی، حاکمیت قانون و مذهب مسیحی، و دفاع از تمدن غرب در برابر چالش‌های دولت‌های تمامیت‌خواه و فرهنگ مدرنیسم.»
سنت محافظه‌کاری از زمان انقلاب آمریکا، نقش عمده‌ای را در سیاست و فرهنگ آمریکا ایفا کرده، اما جنبش سازمان یافتهٔ محافظه کاری، تازه از دههٔ ۱۹۵۰ نقشی کلیدی در سیاست ایفا کرده، مخصوصاً بین جمهوری خواهان و دمکرات‌های جنوبی. تنش‌ها و ایدئولوژی‌های رقیب از ویژگی‌های تاریخ محافظه‌کاری در آمریکاست. محافظه کاران مالی و لیبرترین‌ها خواهان دولت کوچک، مالیات‌های کم، مقررات محدود، سرمایه‌گذاری آزاد است. محافظه‌کاران اجتماعی ارزش‌های سنتی اجتماعی را در معرض تهدید سکولاریسم می‌دانند، و به حمایت از دعا در مدارس و مخالفت با سقط جنین و قانونی‌سازی ازدواج همجنس‌گرایان گرایش دارند. نومحافظه‌کاران می‌خواهند ایده‌آل‌های آمریکایی را در سرتاسر جهان گسترش دهند و حمایتی قوی از اسراییل به عمل می‌آورند.
پالیو محافظه کاران، خواهان محدودیت بر مهاجرت، عدم مداخله در سیاست بین‌المللی هستند و با چندفرهنگی بودن مخالف‌اند.
در دهه ۱۳۳۰ شمسی، جنبش محافظه‌کاری تلاش کرد این جریان‌های گوناگون را گرد هم آورد و بر اتحاد به منظور پیش‌گیری از پراکندگی «کمونیسم بیخدا» تأکید کند.
بیشتر محافظه‌کاران《نیوکان‌ها》 جمهوری‌خواهان را بر دموکرات‌ها ترجیح می‌دهند. اکثراً در سیاست خارجی قوی، نظامی از اسرائیل حمایت می‌کنند.